# テオドール・フリードリヒ・ルートヴィヒ・ネース・フォン・エーゼンベック

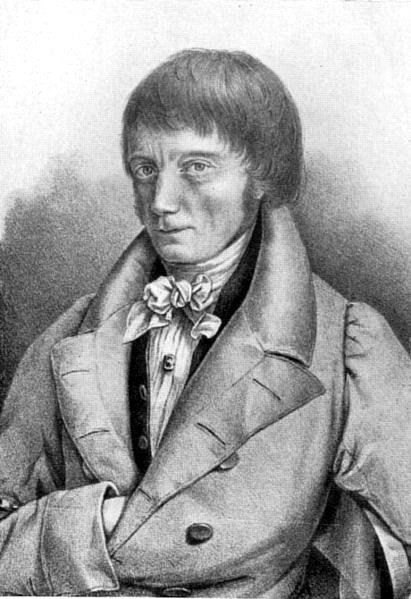
Theodor Nees von Esenbeck

テオドール・フリードリヒ・ルートヴィヒ・ネース・フォン・エーゼンベック（Theodor Friedrich Ludwig Nees von Esenbeck、1787年7月26日 – 1837年12月12日）は、ドイツ生まれの植物学者、薬学者である。ライデン大学植物園の園長などを務めた。

## 略歴
ヘッセン州、ライヒェルスハイムのシュロス・ライヒェルベルクの出身である。兄に博物学者のクリスティアン・ゴットフリート・ダニエル・ネース・フォン・エーゼンベックがいる。1805年にエアランゲンの薬剤師の弟子となり、1817年にスイスのバーゼルに移り、薬剤師として働き、仕事の傍ら植物研究を行った。友人となった博物学者、ハインリヒ・クール（Heinrich Kuhl）の推薦でライデン大学の助教授の地位を得て、その後、ライデン大学植物園の園長を務めたセバールド・ユスティヌス・ブルグマンスの援助によってライデン大学植物園の園長に任じられた。1818年に博士号を得て、その後ボンに移り、ボンの植物園で働き、1827年にボン大学の教授となった。薬用植物の研究と分類に貢献した。1830年代にヴィルトゲン（Philipp Wilhelm Wirtgen）やマルクヴァルト（Ludwig Clamor Marquart）とBotanischer Verein am Mittel- und Niederrhein（ミッテルライン・ニーダーライン植物学会）を創立した).。
アオイ科の属名、Neesiaやパンヤ科の属名、Neesiaに献名されている。

## 著作
- Plantae officinales, oder Sammlung officineller Pflanzen, Düsseldorf (1821-1833).
- Sammlung schön blühender Gewächse in lithographierten Abbildungen, für Blumen- und Gartenfreunde, Düsseldorf (1825-1831) - Collection of flowering plants in lithographic illustrations, for flower and garden devotees.
- Handbuch der medicinisch-pharmaceutischen Botanik, Düsseldorf (1830-1832); Carl Heinrich Ebermaierと共著 - Handbook of medico-botany pharmaceuticals.
- Plantae medicinales, Düsseldorf 1833
- Genera Plantarum Florae Germanicae, Bonn 1833-1838.
- Das System der Pilze, Bonn 1837 - System of fungi.